# 水崎野里子
水崎 野里子（みずさき のりこ、1949年12月3日 - ）は、日本の詩人・歌人・俳人・翻訳家。

## 経歴
東京都武蔵野市吉祥寺出身。武蔵野市立第三小学校、武蔵野市立第三中学校、東京都立西高等学校を経て、早稲田大学第一文学部英米文学科を卒業。早稲田大学大学院文学研究科英米文学専攻修士課程・博士課程修了。結婚後、生まれたばかりの長男を連れてアメリカのボストンへ夫の同伴兼留学生として移住し、1年間滞在した。多言語総合文芸誌「PANDORA」主宰。

## 著書
- 『シェイクスピア喜劇の構造』透土社発行，1994
- 『雑踏の中で 詩集』土曜美術社出版販売, 1997
- 『シェイクスピア悲劇と女性達』土曜美術社出版販売, 1998
- 『イルカに乗った少年 詩集』沖積舎, 2001
- 『日本近代文学とシェイクスピア』日本図書センター, 2003
- 『アジアの風 詩集』土曜美術社出版販売, 2003
- 『俺はハヤト 詩集』土曜美術社出版販売, 2005
- 『英米の詩・日本の詩 (「新」詩論・エッセー文庫) 土曜美術社出版販売, 2005
- 『あなたと夜 水崎野里子詩集』 (ポエム・ポシェット) 竹林館, 2005
- 『二十歳の詩集 水崎野里子詩集』 (新・現代詩新書シリーズ）知加書房, 2005
- 『長き夜 水崎野里子歌集』(麦の会叢書 LD書房, 2006
- 『多元文化の実践詩考 水崎野里子詩論集 2000-2008』 (石炭袋新書 詩論・芸術論）コールサック社, 2008
- 『ゴヤの絵の前で 水崎野里子詩集』コールサック社, 2010
- 『シェイマス・ヒーニーの詩と語り 土の力・父の力』日本国際詩人協会, 2011
- 『流動する今日の世界の中で日本の詩とは 二〇〇九年-二〇一一年』詩画工房, 2011
- 『有島武郎におけるエロスと死 ホイットマンの受容をめぐって』詩画工房, 2012
- 『恋歌 水崎野里子短歌集』竹林館, 2013
- 『嵐が丘より 水崎野里子詩集 2011-2014』土曜美術社出版販売, 2014
- 『詩と文学の未来へ向けて 水崎野里子エッセイ集 1995-2016』土曜美術社出版販売, 2016
- 『火祭り 水崎野里子詩集』竹林館, 2016
- 『新梁塵秘抄 水崎野里子詩集』(叢書現代の抒情)土曜美術社出版販売, 2017
- 『水崎野里子詩集』(新・日本現代詩文庫) 土曜美術社出版販売, 2018
- 『世界の詩人たち 水崎野里子翻訳・エッセイ集 1998-2018』竹林館, 2018
- 『愛のブランコ 水崎野里子詩集』(現代日本詩人選100 ことばのリレー・次世代に手渡したい詩叢書)竹林館, 2019
- 『ローマの丘より 水崎野里子世界の旅』 ブックウェイ，2020
- 『天皇の孤児 ある日系カナダ詩人の家族の肖像』学術研究出版，2022

### 共著
- 『評伝有馬敲』田中茂二郎共著. 土曜美術社出版販売, 2011
- 『おばさんから子どもたちへ贈る詩の花束』 (日本女性2人詩集）新川和江共著. ブックウェイ, 2018
- 『おばさんから子どもたちへ 贈る言の葉』 (日本女性2人詩集（2））白石かずこ共著. ブックウェイ, 2021
- 『エール 第41号』日本アイルランド協会発行，2022

オスカー・ワイルド作『まじめが肝心』2020東京上演　劇評『ジャポニズムとワイルドの喜劇性』を掲載
- 『パンドラⅠ（1）』（｢パンドラ｣刊行委員会　編著者 水崎野里子）学術研究出版，2015[6]
- 『パンドラⅡ（2）』（｢パンドラ｣刊行委員会　編著者 水崎野里子）学術研究出版，2016[7]
- 『パンドラⅢ（3）』（｢パンドラ｣刊行委員会　編著者 水崎野里子）学術研究出版，2018[8]
- 『パンドラⅣ（4）』（｢パンドラ｣刊行委員会　編著者 水崎野里子）学術研究出版，2019[9]
- 『パンドラⅤ（5）』（｢パンドラ｣刊行委員会　編著者 水崎野里子）学術研究出版，2020[10]
- 『パンドラⅥ（6）』（｢パンドラ｣刊行委員会　編著者 水崎野里子）学術研究出版，2021[11]
- 『パンドラⅦ（7）』（｢パンドラ｣刊行委員会　編著者 水崎野里子）学術研究出版，2022[12]

### 翻訳
- 『現代英米詩集』(世界現代詩文庫) 編訳. 土曜美術社出版販売, 1996
- 『現代アイルランド詩集』 (世界現代詩文庫) 編訳. 土曜美術社出版販売, 1998
- 『現代アメリカ黒人女性詩集』 (世界現代詩文庫) 編・訳. 土曜美術社出版販売, 1999
- 『ドーナツの穴 日英対訳現代日本詩アンソロジー』編. 土曜美術社出版販売, 2001
- 『現代アメリカアジア系詩集』 (新・世界現代詩文庫 編訳. 土曜美術社出版販売, 2003
- ホートサング・ジグメ『青い空の下で チベットの詩人の自伝』詩画工房, 2006
- For a beautiful planet : Voices from contemporary sixteen poets of Japan 2009 左子真由美共編　竹林館, 2009
- 『虹の架け橋 日英スペイン対訳現代詩人アンソロジー』編. 北溟社, 2010
- 『現代世界アジア詩集』(新・世界現代詩文庫 編訳. 土曜美術社出版販売, 2010
- 『神の涙 広島・長崎原爆国境を越えて デイヴィッド・クリーガー日英語詩集』コールサック社, 2010
- 『百葉集 対訳詩歌集』左子真由美 共編著. 竹林館, 2011
- エミリー・ブロンテ、エリザベス・B・ブラウニング、クリスチーナ・ロセッティ、エミリー・ディキンスン、エイミー・ローエル『英米女性5人詩集』編訳. 竹林館, 2012　ブックウェイ, 2018
- レ・パム・レ 原作、ナンシー・アーブスノット、レ・パム・レ英語訳『荒波を越えて』竹林館, 2013
- イーヴァン・ボーランド『暴力の時代の中で』ブックウェイ, 2016
- 『ラングストン・ヒューズ 英日選詩集』コールサック社, 2021